# Методи Чанев
Методи Д. Чанев е български общественик, пети по ред президент на централния комитет на Македонската патриотична организация.

## Биография
Методи Чанев е роден в Острово, тогава в Османската империя. Емигрира в Канада през 1912 година. Скоро след това се мести в САЩ и работи в Индианаполис и Дейтън. Заедно със свой съселяни, отваря бакалница в Кантън, щата Охайо, а след това и своя собствена.
В началото на 20-те години става защитник на идеята за свободна и независима Македония. Основава местния клон на македоно-българските братства „Борис Сарафов“ и участва на първото събрание във Форт Уейн, на което се създава МПО. Участва в комитета за финансова ревизия и е избран за член на централния комитет на МПО на конгреса в Сейнт Луис през 1942 година. След края на Втората световна война помага на пристигащите емигранти да се установят в САЩ и Канада.
През май и ноември 1946 е в състава на делегации на МПО, които поставят пред американските власти и чуждестранни дипломати въпроса за обединена и независима Македония, като обръщат специално внимание на ситуацията в егейския дял на областта. През ноември 1946 година делегацията, в която участва Чанев, провежда поредица от срещи в ООН.
По времето, когато Методи Чанев става президент на МПО, съпругата му Венета е вече тежко болна. Той продължава да ръководи организацията, като постоянно се интересува от развитието на отделните ѝ клонове. Като президент на МПО, Методи Чанев участва дейно в изготвянето и публикуването на документ срещу гръцкото потисничество на българите в Македония през март 1956 година. Тогава Великобритания депортира кипърския епископ Макарий за опит да присъедини Кипър към Гърция. Централният комитет на МПО и делегатите на 35-ия събор в Питсбърг излагат документи в защита на българите, останали в границите на Гърция, адресирано до Великобритания. Слециална делегация връчва документа на генералния секретар на ООН, а копия са изпратени до президента на САЩ, на много сенатори конгресмени, на представители на Великите сили и до повечето големи вестници и библиотеки в САЩ и Европа.
До пенсионирането си Методи Чанев изпраща още няколко делегации с молба за даване права на македонските българи в Гърция и Сърбия. Той се оттегля на събранието през 1965 година в Торонто и получава титлата на почетен председател на МПО. Умира на 6 март 1974 година.